# ورزشگاه مرکزی پخته‌کار
ورزشگاه مرکزی پَختَه‌کار (که به‌معنای پنبه‌کار است)، یک ورزشگاه چندمنظوره در شهر تاشکند، ازبکستان می‌باشد.

امروزه بیشتر برای مسابقات فوتبال مورد استفاده قرار می‌گیرد و همچنین دارای امکانات ورزشی دیگری هم است. ورزشگاه گنجایش ۳۵،۰۰۰ نفر را دارا است. این ورزشگاه در زمان اتحاد جماهیر شوروی، در سال ۱۹۵۶ ساخته شده، و بازسازی ورزشگاه در سال ۱۹۹۶ انجام گردید.